# Lista över Nigers presidenter
Detta är en lista över Nigers presidenter.
|  | Namn                                                                         | Ämbetsperiod                                                |
|  | ---------------------------------------------------------------------------- | ----------------------------------------------------------- |
|  | Hamani Diori                                                                 | 10 november 1960 – 15 april 1974 (avsatt i en statskupp)    |
|  | Seyni Kountché (President för högsta militärrådet)                           | 17 april 1974 – 10 november 1987 (avled i ämbetet)          |
|  | Ali Saibou                                                                   | 10 november 1987 – 27 mars 1993                             |
|  | Mahamane Ousmane                                                             | 27 mars 1993 – 27 januari 1996 (avsatt i en statskupp)      |
|  | Ibrahim Baré Maïnassara                                                      | 27 januari 1996 – 9 april 1999 (dödad i en statskupp)       |
|  | Daouda Malam Wanké (President för nationella förlikningsrådet)               | 11 april – 22 december 1999                                 |
|  | Mamadou Tandja                                                               | 22 december 1999 – 18 februari 2010 (avsatt i en statskupp) |
|  | Salou Djibo (Ordförande för högsta rådet för återupprättandet av demokratin) | 18 februari 2010 – 7 april 2011                             |
|  | Mahamadou Issoufou                                                           | 7 april 2011 – 2 april 2021                                 |
|  | Mohamed Bazoum                                                               | 2 april 2021 – 27 juli 2023                                 |
|  | Omar Tchiani (Ordförande i Nationella rådet för hemlandets skydd)            | 27 juli 2023 –                                              |